# Додипломско образовање
Додипломско или преддипломско образовање је образовање које се спроводи након средњег образовања и пре постдипломског образовања, обично на колеџу, факултету или универзитету. Обично укључује све програме после средње школе до нивоа бакалуреата. На пример, у Сједињеним Државама, студент који похађа бакалуреат је познат као додипломски студент, док је студент који похађа мастерску или докторску диплому постдипломски студент. По завршетку курсева и других услова додипломског програма, студент би стекао одговарајућу диплому. У неким другим образовним системима, додипломско образовање је образовање након средњег образовања до и укључујући ниво мастерске дипломе; ово је случај за неким курсевима науке у Британији и неким курсевима медицине у Европи.

## Африка

### Нигерија
У Нигерији, додипломске дипломе (искључујући медицину, медицинске лабораторијске науке, медицинске сестре, инжењерство, право и архитектуру) су четворогодишњи курсеви. За медицину и архитектуру обично је потребно шест година да заврше студије, док је за медицинске лабораторијске науке, сестринство, право и инжењерство потребно пет година да заврше студије. Постдипломске дипломе трају додатне две године или више.

### Јужноафричка Република
У Јужноафричкој Републици, систем основних студија обично има трогодишњу додипломску диплому, са два или три предмета. Постоје изузеци, као што су медицинска квалификација (MBChB), која траје шест година, и инжењерство која је четири. Четврта година, позната као година са почастима, сматра се постдипломским степеном. Обично се заснива на курсу, иако може укључивати пројекат или тезу.

## Јужна и Северна Америка

### Бразил
Бразил прати главне карактеристике система континенталне Европе; бесплатне јавне школе су доступне од вртића до постдипломског образовања, и као право утврђено чланом 6, капут устава Бразила и као обавеза државе у члану 208, тачке I, IB и B, бразилског Устава. Студенти бирају свој специфични курс студија пре него што се учлане на универзитет. Пријем на универзитет се добија путем такмичарског пријемног испита познатог као Вестибулар (концепт донекле сличан Бакалуреату у Француској). Каснији систем уведен 2009. године, који је усвојила већина савезних универзитета, користи резултат националног испита у средњој школи (ЕНЕМ) као део или замену за Вестибуларну оцену. У зависности од изабраног смера, по завршетку студија студент добија: диплома технолога, три године за завршетак, бакалуреатска диплома, што обично траје четири или, у случају право, ветеринарство, геологија и инжењеринг траје пет година; или професионалну диплому, за коју је обично потребно пет или, у случају медицине, што траје шест година.

### Сједињене Америчке Државе
У Сједињеним Америчким Државама, додипломско образовање се односи на студента који се школује за бакалуреат. Најчешће дипломе захтевају четири године редовног студија након средње школе. Додатно признање за диплому је Диплома са почастима.
За разлику од британског модела, дипломе из права и медицине се не нуде на додипломском нивоу, већ се завршавају на постдипломском нивоу, након стицања дипломе. Ниједно поље не наводи нити преферира било који основну студију, иако медицинске школе захтевају низ курсева који се морају полагати пре уписа.
Насупрот томе, неки универзитети као што је Универзитет Делавера такође додељују дипломе сарадника.
У Сједињеним Државама, „колеџ“ и „универзитет“ су термини који се различито користе у различитим државама; Њујоршка терминологија је посебно збуњујућа. Универзитет је обично већи од колеџа и има програме на дипломском нивоу, али разлика није јасна. Неки колеџи (као што је Смит колеџ) додељују дипломе, на пример, а неки колеџи су већи од неких универзитета. Неке савезне државе имају услове које колеџ мора да испуни пре него што му буде дозвољено да себе назива универзитетом.